# Ласточка (минеральная вода)

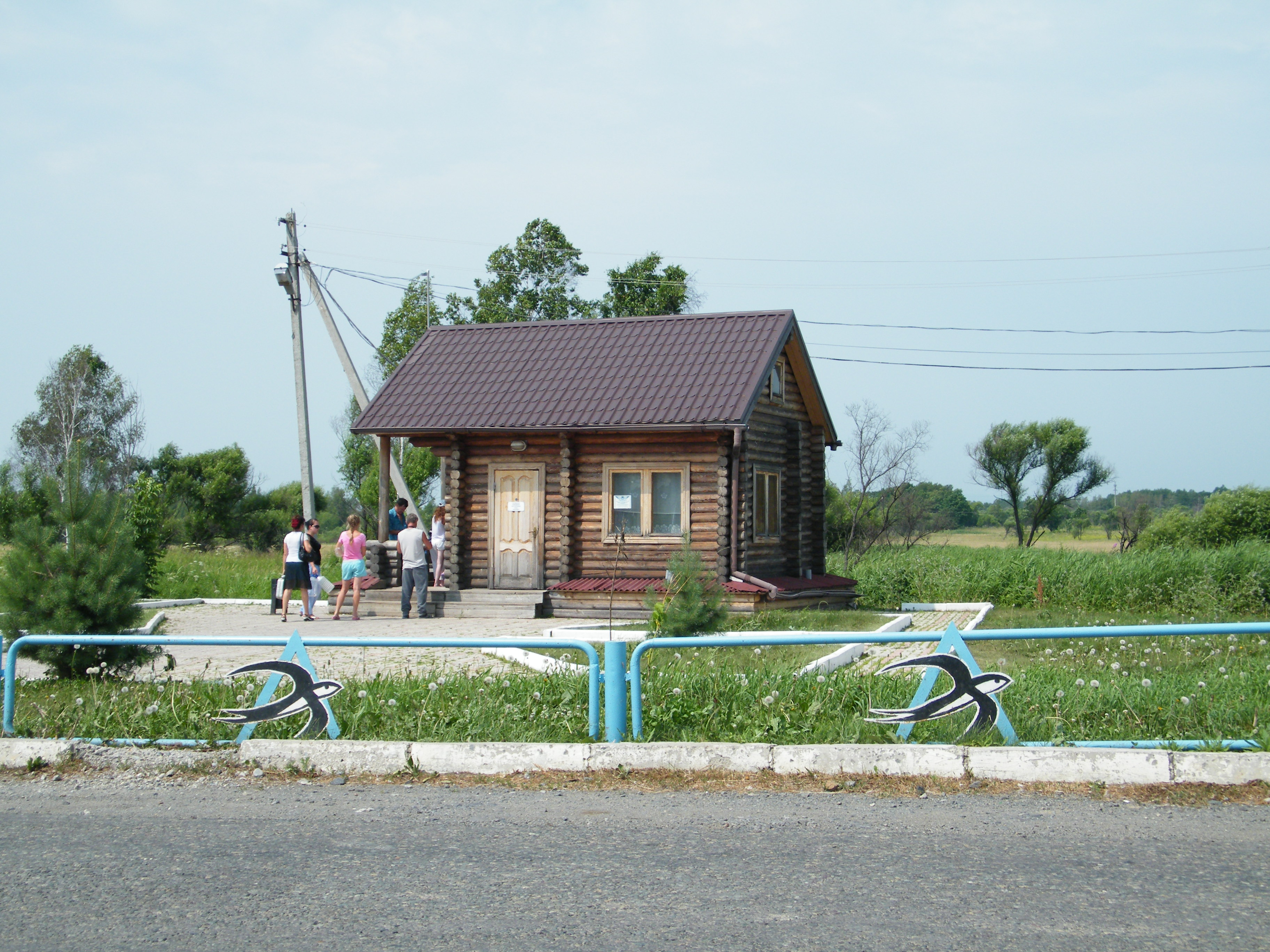
Источник минеральной воды «Ласточка».
Приморский край, Пожарский район, недалеко от Лучегорска.
От автодороги «Хабаровск — Владивосток» до источника около 1,5 км.

Вода «Ла́сточка» — природная минеральная вода. Широко распространённый вид минеральной воды в Приморском крае, продаётся повсеместно в том числе и в Хабаровском крае.
Источник этой воды расположен в Приморском крае в Пожарском районе у подножия Сихотэ-Алиня, в 18 км от посёлка Лучегорск (500 км севернее Владивостока), в окрестностях села Ласточка (станция Ласточка ДВЖД).
Географические координаты источника 46°22′57″ с. ш. 134°08′37″ в. д.
Источник минеральной воды «Ласточка» был открыт переселенцами в конце XIX века, промышленная эксплуатация источника началась в 1913 году. В 1915 г. источник был арендован на 99 лет Львом Петровичем Орловым частным предпринимателем у крестьян селения Игнатьевка. Он производил розлив минеральной воды в бутылки. После революции основанная им компания прекратила своё существование.
В 1932 г. на природном источнике минеральной воды была создана промысловая артель под названием «Ласточка» в подчинении Иманского райпищекомбината, и организованное использование источника возобновилось. «Ласточка» имеет минерализацию от 3 до 5 г на литр и относится к лечебно-столовым водам .
Является торговой маркой компании ООО «Завод Ласточка».
На выставке «ПРОДЭКСПО — 2005» в конкурсе «Лучший продукт» получила Золотую медаль. Стала лучшей минеральной водой 2003 года на всероссийском конкурсе «Лучшие из Лучших».

## Химический состав

### «Ласточка»
Лечебно-столовая минеральная вода «Ласточка» добывается на скважине № 546-А. Слабощелочная, относится к природным минеральным водам малой минерализации 3,0-6,0 г/дм³. Относятся к группе гидрокарбонатных натриево-кальциево-магниевых вод.
|          | Концентрация, мг/л |
| -------- | ------------------ |
| Анионы:  |                    |
| HCO3−    | < 2000-4500        |
| SO42−    | < 10               |
| Cl−      | < 10               |
| Катионы: |                    |
| Ca2+     | 100-250            |
| Mg2+     | 100-200            |
| Na+ + K+ | 525-980            |

Общая минерализация 3,0-6,0 г/дм ³.

### «Ласточка-201»
Лечебно-столовая минеральная вода «Ласточка-201» добывается на скважине № 201. Силикатная, относится к природным минеральным водам малой минерализации 1,0-1,5 г/дм³. Относятся к группе гидрокарбонатных натриево-кальциево-магниевых вод.
|                        | Концентрация, мг/л |
| ---------------------- | ------------------ |
| Анионы:                |                    |
| HCO3−                  | 800—1200           |
| SO42−                  | < 10               |
| SiO32−                 | 30-70              |
| Cl−                    | < 10               |
| Катионы:               |                    |
| Ca2+                   | 100-200            |
| Mg2+                   | 40-70              |
| Na+ + K+               | 90-120             |
| Железо общее < 10 мг/л |                    |

Общая минерализация 1,0-1,5 г/дм ³.